# 17855 Geffert
17855 Geffert este un asteroid din centura principală de asteroizi.

## Descriere
17855 Geffert este un asteroid din centura principală de asteroizi. A fost descoperit pe 19 mai 1998 la Observatorul Starkenburg din Heppenheim. Asteroidul prezintă o orbită caracterizată de o semiaxă mare de 3,10 ua, o excentricitate de 0,14 și o înclinație de 5,2° în raport cu ecliptica.